# Archie Brain

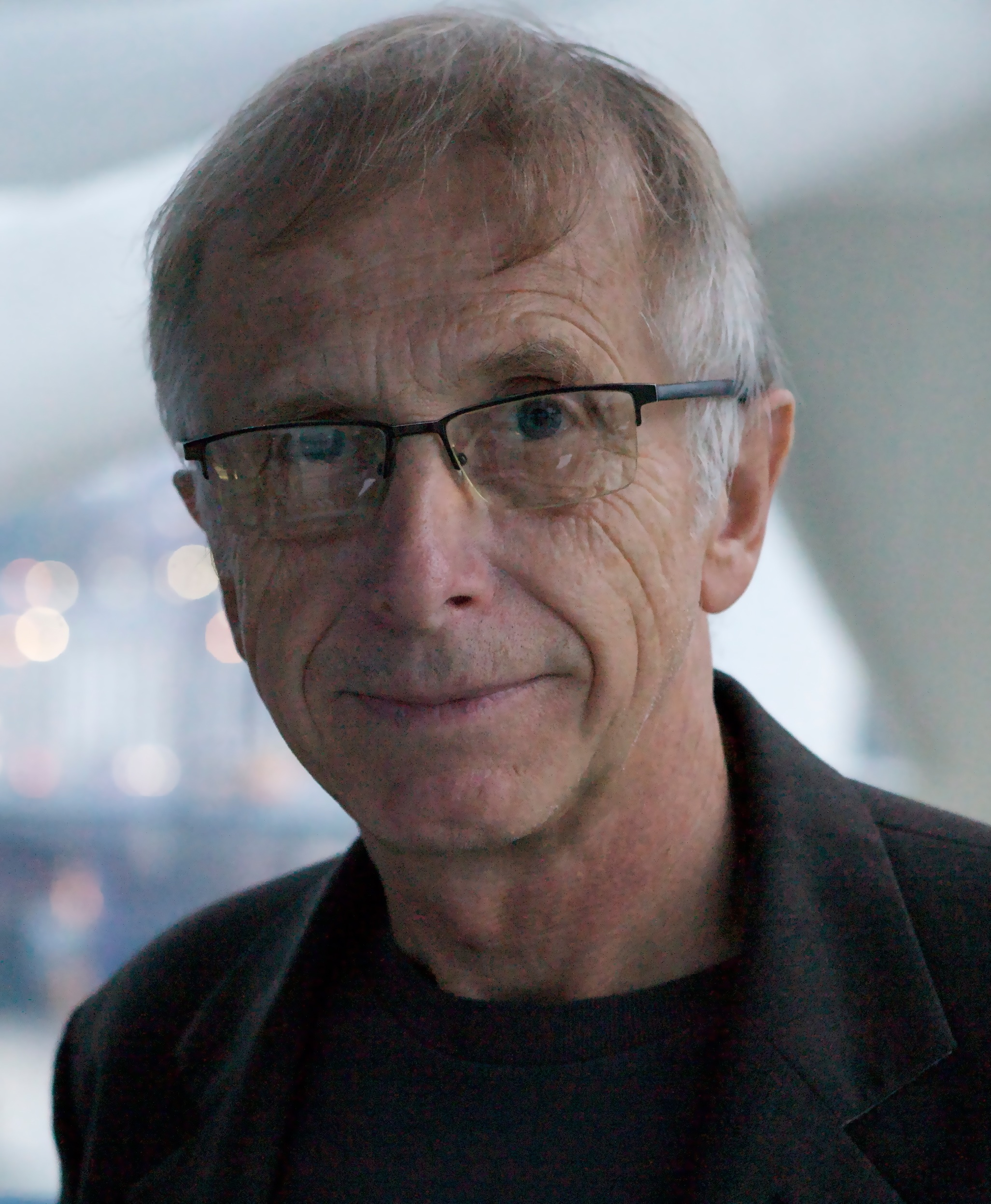
Archie Brain (2009)

Archie Ian Jeremy Brain (* 2. Juli 1942 in Kobe (Japan)) ist ein britischer Anästhesist. Brain wurde vor allem durch seine Erfindung der Larynxmaske bekannt, eine der wichtigsten Entwicklungen in der Anästhesie in der zweiten Hälfte des 20. Jahrhunderts.

## Leben und Wirken

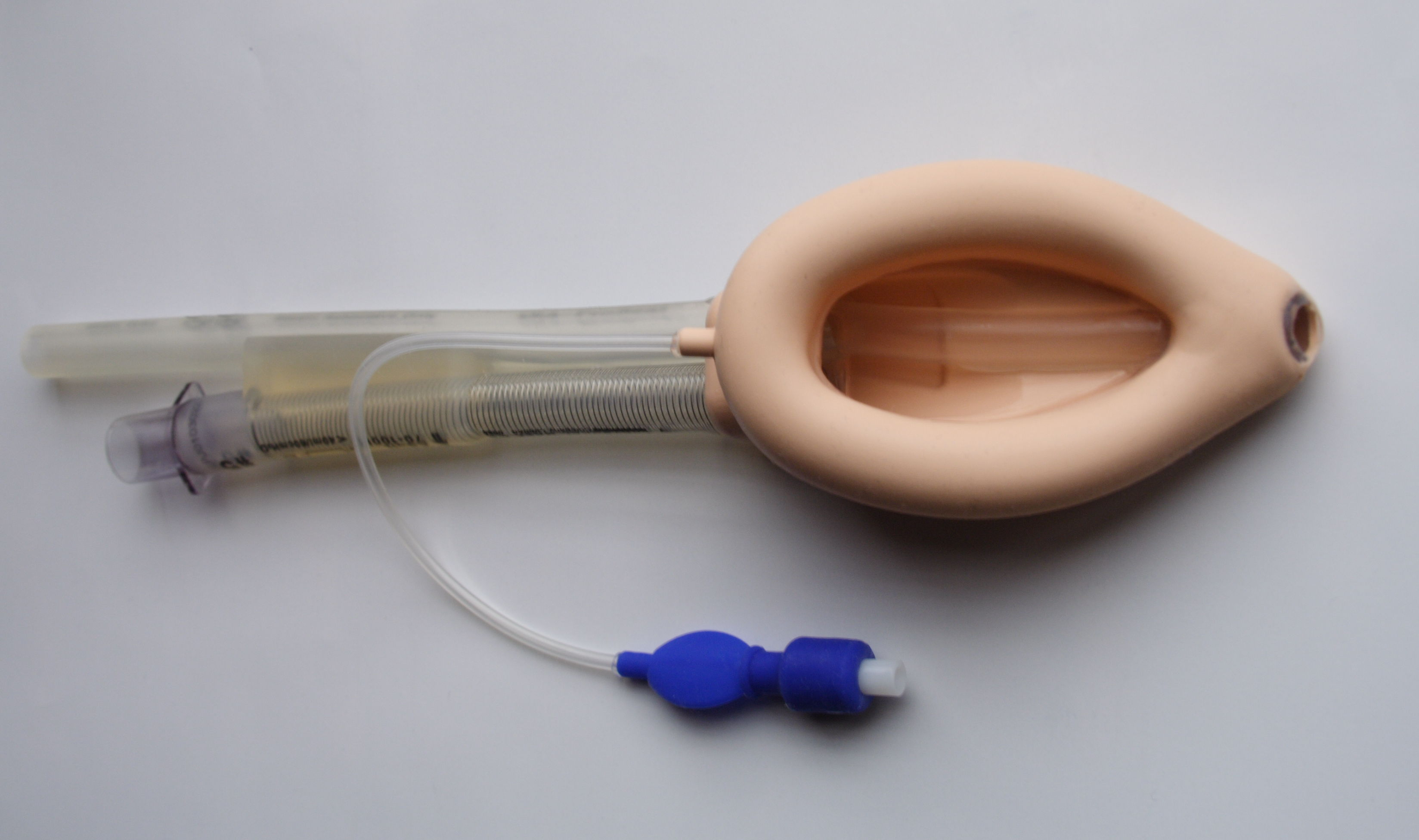
Larynxmaske

Brain ist Sohn von Sir Norman und Lady Brain, britischen Diplomaten, die bei Ausbruch des Zweiten Weltkriegs in Japan interniert waren. Nach Brains Geburt 1942 konnten sie per Schiff nach Großbritannien zurückkehren.
Brain begann 1963 sein vorklinisches Medizinstudium am Radcliffe Infirmary Hospital in Oxford, sein klinisches Studium absolvierte er bis 1970 am St Bartholomew’s Hospital in London. 1971 begann Brain seine Anästhesieausbildung am Royal East Sussex Hospital in Hastings. Innerhalb eines Jahres erwarb er dort ein Diplom in Anästhesie. Während seiner Zeit als Anästhesist (u. a. von 1973 bis 1980 in den Niederlanden und auf den Seychellen) entwickelte Brain die Idee, das Atemwegsmanagement weniger traumatisch und physiologischer zu gestalten. Während seiner Lehrtätigkeit am Royal London Hospital in den Jahren 1981–83 fand er die Möglichkeit, seine Ideen in die Praxis umzusetzen.
Brain stellte seine Larynxmasken-Prototypen persönlich her und testete sie ab 1981 erfolgreich an Patienten. 1983 wurde im British Journal of Anaesthesia seine erste Originalarbeit über die Larynxmaske veröffentlicht. Die Publikation war zunächst abgelehnt worden. Das erste kommerziell hergestellte Silikonmodell kam 1988 auf den Markt und wurde innerhalb eines Jahres in bereits mehr als 500 britischen Krankenhäusern eingesetzt.
Beatmung über eine Larynxmaske ist heute ein weit verbreitetes Standardverfahren bei elektiver Anästhesie und hat bei zahlreichen Eingriffen die Notwendigkeit einer endotrachealen Intubation entbehrlich gemacht. Eine Larynxmaske gehört zudem zur Standardausstattung beim Management eines schwierigen Atemwegs und in der Notfallmedizin.
Brain hat dutzende Publikationen über die Larynxmaske und ihre Weiterentwicklungen veröffentlicht. Er verfügt über zahlreiche Patente. Brain erhielt für die Erfindung der Larynxmaske zahlreiche Auszeichnungen medizinischer und anästhesiologischer Organisationen.

## Auszeichnungen (Auswahl)
- 1995 – Auszeichnung mit der Magill Gold Medal, der höchsten Auszeichnung der Association of Anaesthetists of Great Britain and Ireland.
- 2000 – Ernennung zum Honorary Fellow (Ehrenmitglied) des Royal College of Anaesthetists
- 2011 – Auszeichnung mit der Medaille der Difficult Airway Society in Großbritannien für den Beitrag zum Atemwegsmanagement